# Pierre-Olivier Deschamps
 (janvier 2009).
Pierre-Olivier Deschamps (né en 1957 à Caen) est un photographe français, membre de l'Agence VU.
Il vit et travaille à Paris depuis 1981. 

## Biographie
D’abord photographe de théâtre et assistant de studio, il est très vite diffusé par Libération où il rencontre Christian Caujolle et devient un des premiers photographes de l’agence VU. Il réalise alors de très nombreux portraits dans le monde des écrivains et du cinéma et participe à l'essor d'une nouvelle photographie de reportage prônée par Libération et VU.
Depuis quelques années, il réalise de nombreux travaux sur l’art de vivre pour des magazines et des éditeurs français et étrangers. 
Il obtient en 1987 le prix « Moins trente » pour un carnet de voyage marocain. Il expose en 1989 à la Fnac un voyage dans la réalité sociale et politique du conflit de la Nouvelle-Calédonie et poursuit dans les années qui suivent des carnets de voyage sur le Japon et l’Italie.
Il expose en 2001 un travail sur la cathédrale de Strasbourg.
Il expose en juillet 2004 au Luxembourg le travail de plusieurs années sur l'édification du futur musée d'art contemporain du Grand Duché du Luxembourg construit par l'architecte Pei.
Il expose en novembre 2005 à Paris une vision personnelle de l'île Seguin, ancienne usine Renault, récemment détruite.
Il participe en 2006 à l’exposition collective des 20 ans de l’agence Vu réalisée par Robert Delpire.
Il participe au printemps 2006 à un travail collectif pour les 20 ans de l'Agence Vu, travail exposé à la chapelle de la Salpêtrière, où il s'intéresse à détourner la carte postale d'un Paris, ville musée.
Il expose à la galerie Vu en mars 2007 une approche personnelle de la photographie d’architecture à l’occasion de la sortie d’un livre copublié par les éditions du Chêne et celles d’Arte.

## Prix et récompenses
Pierre Olivier Deschamps est lauréat du World Press Photo 2009, catégorie Contemporary Issues.